# 油小路通

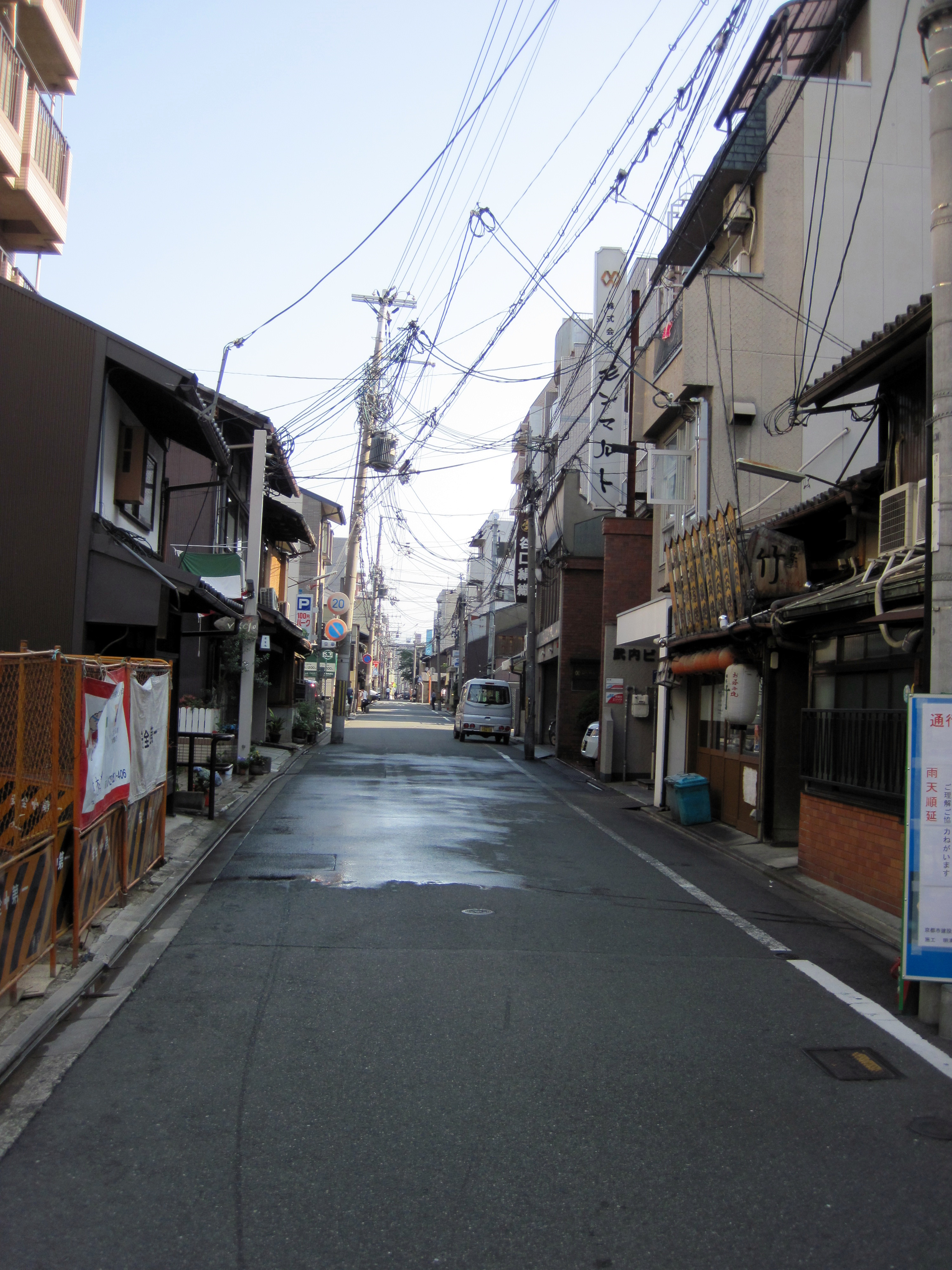
四条通より北を見る

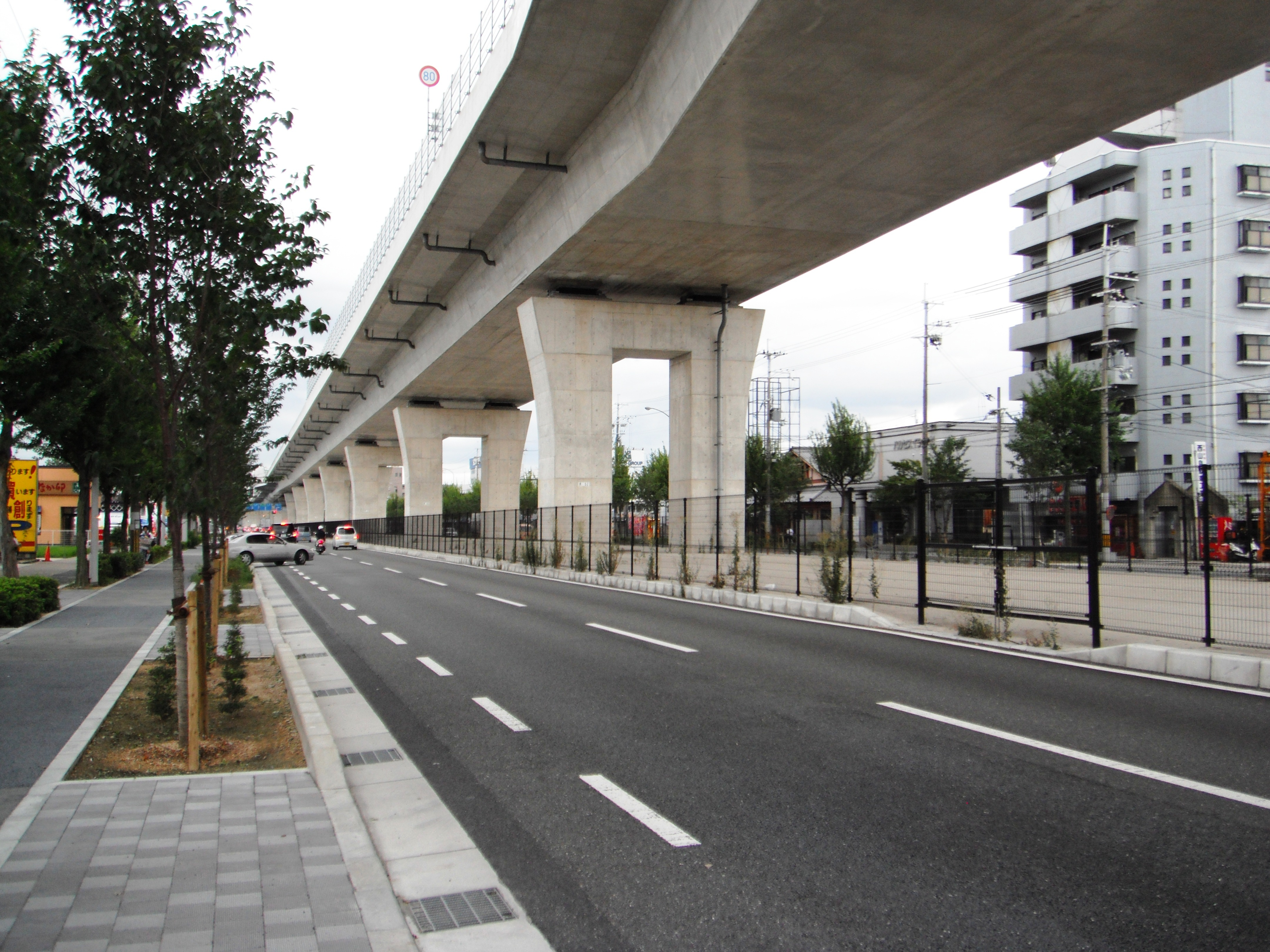
城南宮南出入口付近より南を望む

油小路通（あぶらのこうじどおり）は京都市の主要な南北の通りの一つ。平安京の油小路にあたる。北は武殿南通から南にのびる。途中紫明通から上立売通まで中断する。

## 東海道新幹線以北
紫明通から北は新町通の西で堀川通の東、区画整理された住宅地を通る道。紫明通から上立売通までの中断区間は一筋東の小川通が西にずれているため油小路通が続いているようにも見える。上立売通から南では、堀川通の一筋東で小川通の西の北行一方通行の細い道。東海道新幹線をくぐるガードの北で堀川通と合流し、南部の幹線道路となる。

## 東海道新幹線以南
東海道新幹線を潜るすぐ北で合流したのちは堀川通と連続した幹線道路を形成し、らくなん進都の中心道路として京都外環状線に至る。
上部は国道1号油小路線が通っていたが2019年に第二京阪道路に編入された。外環状線との交差点以南は、国道1号洛南道路となっており、久世郡久御山町から京都南道路につながっている。京都南大橋と洛南道路の開通により、慢性的な国道1号の渋滞が大幅に緩和された。また同時期に開通した京都第二外環状道路や京滋バイパス・名神高速道路の連絡ルートによる強い相乗作用が加わり、周辺区域の交通事情が改善した。
九条通から十条通の間は、以前は南行一方通行区間であったが、上記の道路建設工事と関連して2003年に拡幅が行われ4車線以上は確保されている。しかし前後の区間より車線が少なく交通容量が足りない。
地下には上鳥羽ICから北へ伸びる京都高速道路堀川線が計画されているが、国による堀川通の整備に併せた計画廃止が見込まれる。また、2028年度に京都南ジャンクションが完成し上鳥羽ICなど第二京阪道路と名神高速道路との接続が予定される。渋滞を緩和するため、同じく車線数が前後の区間より減少する堀川通の塩小路通から八条通への対応と合わせてバイパスを求める動きがある。
従来の油小路通から延伸された部分でもあるので、「新油小路通」とも称される。また伏見区内を中心に、正式名称ではないものの「新堀川通」（略して「しんほり」とも）と呼ばれることもあり、沿線の商店においても「新堀川店」と称しているものが目立つ。国土地理院の地図では「油小路通」であり登記の表記にも「新堀川通」は地図、行政では存在しない。

## 沿道の主な施設
- 京都市北青少年活動センター 御所田上通
- 白峯神宮 今出川通角
- 小西リボン 元誓願寺通下ル
- 楽美術館 中立売通上ル
- 京都市立京都堀川音楽高等学校 御池通上る
- 京都市立堀川高等学校 錦小路通北東角
- 本能寺旧地 蛸薬師通から錦小路
- 京都駅
- イオンモールKYOTO
- 伏見稲荷大社御旅所 東寺通
- 近鉄京都線 東寺駅 九条通
- 近鉄京都線 十条駅 十条通
- 村田機械本社
- 近鉄京都線 上鳥羽口駅 久世橋通から府道201号中山稲荷線
- 京都南大橋（鴨川）
- 竹田駅 府道68号南インター竹田線
- パルスプラザ（京都府総合見本市会館）
- 京セラ本社
- 京都市成長産業創造センター
- 京都府伏見警察署
- 下鳥羽公園
- 三栖公園

## 交差する道路など
- 交差する道路などの特記がないものは市道。

| 交差する道路など 西←<油小路通>→東     | 交差する道路など 西←<油小路通>→東                     | 交差する場所                | 交差する場所                | 路線番号                    | 東京から (km)               |                    |
| ------------------------------------- | ----------------------------------------------------- | --------------------------- | --------------------------- | --------------------------- | --------------------------- | ------------------ |
| 国道1号<堀川通>堀川五条方面           | 国道1号<堀川通>堀川五条方面                           | 国道1号<堀川通>堀川五条方面 | 国道1号<堀川通>堀川五条方面 | 国道1号<堀川通>堀川五条方面 | 国道1号<堀川通>堀川五条方面 | 北↑ ∧油小路通∨ ↓南 |
| <八条通>                              | <八条通>                                              | 南区                        | 八条油小路                  | 国道1号                     |                             | 北↑ ∧油小路通∨ ↓南 |
| <東寺通>                              | <東寺通>                                              | 南区                        |                             | 国道1号                     | -                           | 北↑ ∧油小路通∨ ↓南 |
| 国道1号 <九条通> 京阪国道口方面       | 府道143号四ノ宮四ツ塚線 <九条通> 奈良・九条河原町方面 | 南区                        | 九条油小路                  | 国道1号                     | 498.9                       | 北↑ ∧油小路通∨ ↓南 |
| 国道1号 <九条通> 京阪国道口方面       | 府道143号四ノ宮四ツ塚線 <九条通> 奈良・九条河原町方面 | 南区                        | 九条油小路                  | -                           | -                           | 北↑ ∧油小路通∨ ↓南 |
| <札辻通>                              | <札辻通>                                              | 南区                        |                             | -                           | -                           | 北↑ ∧油小路通∨ ↓南 |
| 市道181号京都環状線 <十条通>          | 市道181号京都環状線 <十条通>                          | 南区                        | 十条油小路                  | -                           | -                           | 北↑ ∧油小路通∨ ↓南 |
| <祥鳥橋通>                            | <祥鳥橋通>                                            | 伏見区                      |                             | -                           | -                           | 北↑ ∧油小路通∨ ↓南 |
| E89 第二京阪道路                      | E89 第二京阪道路                                      | 伏見区                      | 上鳥羽出入口                | -                           | -                           | 北↑ ∧油小路通∨ ↓南 |
| <久世橋通>                            | <久世橋通>                                            | 伏見区                      | 久世橋通油小路              | -                           | -                           | 北↑ ∧油小路通∨ ↓南 |
| 府道201号中山稲荷線                   | 府道201号中山稲荷線                                   | 伏見区                      |                             | -                           | -                           | 北↑ ∧油小路通∨ ↓南 |
| 鴨川                                  | 鴨川                                                  | 伏見区                      | 京都南大橋                  | -                           | -                           | 北↑ ∧油小路通∨ ↓南 |
| <大宮通]                              | 府道68号南インター竹田線 [竹田出橋通>                 | 伏見区                      |                             | -                           | -                           | 北↑ ∧油小路通∨ ↓南 |
| 府道68号南インター竹田線 <竹田出橋通] |                                                       | 伏見区                      |                             | -                           | -                           | 北↑ ∧油小路通∨ ↓南 |
| E89 第二京阪道路                      | E89 第二京阪道路                                      | 伏見区                      | 城南宮北出入口              | -                           | -                           | 北↑ ∧油小路通∨ ↓南 |
| <新城南宮道>                          | <新城南宮道>                                          | 伏見区                      |                             | -                           | -                           | 北↑ ∧油小路通∨ ↓南 |
| E89 第二京阪道路                      | E89 第二京阪道路                                      | 伏見区                      | 城南宮南出入口              | -                           | -                           | 北↑ ∧油小路通∨ ↓南 |
| 府道202号伏見向日線 <津知橋通>        | 府道202号伏見向日線 <津知橋通>                        | 伏見区                      |                             | -                           | -                           | 北↑ ∧油小路通∨ ↓南 |
| 府道121号丹波橋停車場線 <丹波橋通>    | 府道121号丹波橋停車場線 <丹波橋通>                    | 伏見区                      |                             | -                           | -                           | 北↑ ∧油小路通∨ ↓南 |
| 府道35号大津淀線 <大手筋通>           | 府道35号大津淀線 <大手筋通>                           | 伏見区                      |                             | -                           | -                           | 北↑ ∧油小路通∨ ↓南 |
| E89 第二京阪道路                      | E89 第二京阪道路                                      | 伏見区                      | 伏見出入口                  | -                           | -                           | 北↑ ∧油小路通∨ ↓南 |
| 市道188号観月橋横大路線 <外環状線>    | 市道188号観月橋横大路線 <外環状線>                    | 伏見区                      | 下三栖                      | -                           | -                           | 北↑ ∧油小路通∨ ↓南 |
| 国道1号第二京阪道路                   |                                                       |                             |                             |                             |                             | 北↑ ∧油小路通∨ ↓南 |